# Lucy in the Sky with Diamonds
A „Lucy in the Sky with Diamonds” a híres brit együttes, a Beatles egyik legtöbbet vitatott szerzeménye. John Lennon írta, és a Sgt. Pepper’s Lonely Hearts Club Band című albumon jelent meg 1967-ben. 
A dalt John Lennon kisfiának, Juliannek egyik rajza inspirálta, amelynek a kisfiú a „Lucy az égben gyémántokkal (Lucy in the sky with diamonds)” címet adta. A dal azonban a megjelenése után felháborodást, másrészről vitákat váltott ki. A BBC be is tiltotta, mert feltételezték, hogy a Lucy in the Sky with Diamonds kezdőbetűi az LSD-re utalnak. Természetesen az együttes tagadta ezt. 

## A dalról
A dal elég bonyolult felépítésű, ami jellemző a későbbi Lennon–McCartney szerzeményekre. A dallam nagyon egyszerű, ezt bonyolítja John Lennon éneke, George Harrison tamburajátéka és Paul McCartney, aki Lowrey orgonán játszott.
John Lennon később több interjúban elpanaszolta, hogy a dal nem olyan lett, amilyennek szerette volna. Sok eredeti ötlet kimaradt belőle. Lennon ezt az akkori intenzív LSD fogyasztásának tulajdonította, ami szokatlanul passzívvá és engedékennyé tette őt.

## Julian rajza
A Beatles állítása szerint 1966-ban Julian, John Lennon fia egy rajzzal tért haza az iskolából, ami egyik osztálytársát, Lucyt ábrázolta. Mikor megmutatta apjának, azt mondta, a kép neve „Lucy az égben gyémántokkal”. 
Julian később azt mondta, „Nem tudom miért neveztem így el, vagy miért különítettem el a többi rajztól, de nyilvánvalóan ragaszkodtam Lucyhoz abban az időben. Sokszor megmutattam apának, amit építettem vagy festettem az iskolában, és épp pont ez adott ötletet a „Lucy in the Sky with Diamonds” című dal megírásához.”
2007. június 1-jén a Daily Mail Online megjelentette a képet

## Ki volt Lucy?
Juliannek valóban volt egy Lucy O’Donnell nevű osztálytársa a Heath Schoolban. Még ma is tartják a kapcsolatot, néha találkoznak. Lucy a Sgt. Pepper’s Lonely Hearts Club Band című album évfordulójának megünneplésén is megjelent.

## Célzás a drogokra?
Paul McCartney sokáig azt hangoztatta, hogy „Mi addig nem észleltük az LSD kezdőbetűit, amíg később rá nem mutattak. Ezután persze az emberek nem hittek nekünk.” John Lennon egy 1971-es interjúban hozta fel ezt, ahol a többi dal címében is keresett hasonlót, hogy bebizonyítsa „nem betűztek ki semmit”. Mark Lewisohn könyvében George Martin is tagadta, hogy a dal az LSD-ről szólna. Habár Lewisohn továbbmegy: „kétséges lehet, hogy vajon milyen anyag váltott ki egy olyan színes szóábrázolást, ami Lennon fejéből került a papírra”. Viszont Paul McCartney egy 2004-es interjúban elismerte, hogy a dalt nemcsak Julian egyik képe inspirálta, hanem eléggé nyilvánvalóan az LSD is. Szerinte Lennon érdekes szövege azonban nemcsak a drogoknak köszönhető, hanem Lewis Carroll írásainak, amit John előszeretettel olvasott. George Martin szintén elismerte Carroll és Dylan Thomas befolyását Lennon dalszövegein.

## Lásd még
- Lucy, gyémántcsillag amely a dalról kapta nevét.
- AL 288-1 (Lucy), egy híres Australopithecus lelet, amely erről a számról kapta a nevét.

## Fordítás
- Ez a szócikk részben vagy egészben  a   Lucy in the Sky with Diamonds című angol Wikipédia-szócikk fordításán alapul.  Az eredeti cikk szerkesztőit annak laptörténete sorolja fel. Ez a jelzés csupán a megfogalmazás eredetét és a szerzői jogokat jelzi, nem szolgál a cikkben szereplő információk forrásmegjelöléseként.